# Gran Premio di Svizzera 1975
Il  Gran Premio di Svizzera 1975 (XV Grand Prix A.C. Suisse) è stata una gara di Formula 1, non valida per il campionato del mondo, che si corse il 24 agosto 1975 sul Circuito di Digione-Prenois, in Francia.
La gara venne vinta dal pilota elvetico Clay Regazzoni su Ferrari; questa fu la seconda gara di Formula 1, non valida per il mondiale, vinta da Regazzoni.

## Vigilia

### Aspetti sportivi
Dopo la tragedia di Le Mans del 1955 la Svizzera aveva vietato le gare automobilistiche sul proprio territorio; per tale ragione, dopo tale data, non si erano più svolte edizioni del gran premio. Per aggirare il divieto la corsa, organizzata dalla sezione di Losanna dell'Automobile Club Svizzero, venne disputata sul suolo francese, a circa 150 km dal confine elvetico. Il Circuito di Digione aveva ospitato nel 1974 il Gran Premio di Francia.

### Aspetti tecnici
La Shadow non presentò ancora l'atteso modello DN7 motorizzato Matra, ma il più tradizionale DN5, sempre spinto dal Ford Cosworth DFV. L'Hesketh portò al debutto assoluto il modello 308C. Per la prima (e unica) volta nella sua storia  la giapponese Maki riuscì a prendere il via e a concludere un Gran premio di Formula 1, sia pure non valido per il Campionato del Mondo.

## Piloti e team
La  Scuderia Ferrari schierò il pilota di casa Clay Regazzoni, mentre le sole McLaren, Shadow e Williams iscrissero e fecero correre i due piloti titolari. Infatti sia la Tyrrell che la Brabham, pur iscrivendo entrambi i piloti, presentarono i soli Patrick Depailler e Carlos Pace, rispettivamente. Risultò iscritto inizialmente anche Graham Hill, sulla sua vettura, ma cedette il posto a Rolf Stommelen. Tra gli iscritti vi era anche Mark Donohue, che però era deceduto nel corso del warm up nel Gran Premio d'Austria. La Penske non lo sostituì. Da segnalare l'iscrizione anche per tre piloti elvetici, Jean Blanc, Loris Kessel e Herbert Müller, che però non presero parte nemmeno alle prove.
I seguenti piloti e costruttori vennero iscritti alla gara:
| Team                                          | Telaio                       | Gomme | Nr. | Pilota             |
| --------------------------------------------- | ---------------------------- | ----- | --- | ------------------ |
| Marlboro Team Texaco                          | McLaren M23-Ford Cosworth    | G     | 1   | Emerson Fittipaldi |
| Marlboro Team Texaco                          | McLaren M23-Ford Cosworth    | G     | 2   | Jochen Mass        |
| Elf Team Tyrrell                              | Tyrrell 007-Ford Cosworth    | G     | 3   | Jody Scheckter     |
| Elf Team Tyrrell                              | Tyrrell 007-Ford Cosworth    | G     | 4   | Patrick Depailler  |
| John Player Team Lotus                        | Lotus 72 E-Ford Cosworth     | G     | 5   | Ronnie Peterson    |
| Martini Racing                                | Brabham BT44B-Ford Cosworth  | G     | 7   | Carlos Reutemann   |
| Martini Racing                                | Brabham BT44-Ford Cosworth   | G     | 8   | Carlos Pace        |
| Beta March                                    | March 751-Ford Cosworth      | G     | 9   | Vittorio Brambilla |
| Scuderia Ferrari SEFAC SpA                    | Ferrari 312 T                | G     | 11  | Clay Regazzoni     |
| UOP Shadow Racing Team                        | Shadow DN5-Ford Cosworth     | G     | 16  | Tom Pryce          |
| UOP Shadow Racing Team                        | Shadow DN5-Ford Cosworth     | G     | 17  | Jean-Pierre Jarier |
| Team Surtees                                  | Surtees TS16-Ford Cosworth   | G     | 18  | John Watson        |
| Williams Ambrozium H7 Racing                  | Williams FW03-Ford Cosworth  | G     | 20  | Jo Vonlanthen      |
| Williams Ambrozium H7 Racing                  | Williams FW04-Ford Cosworth  | G     | 21  | Jacques Laffite    |
| Embassy Racing with Graham Hill               | Hill GH1 T371-Ford Cosworth  | G     | 22  | Rolf Stommelen     |
| Hesketh Racing                                | Hesketh 308C-Ford Cosworth   | G     | 24  | James Hunt         |
| Vel's Parnelli Jones Racing                   | Parnelli VPJ-4-Ford Cosworth | G     | 27  | Mario Andretti     |
| First National City Travellers Cheques Penske | March 751-Ford Cosworth      | G     | 28  | Mark Donohue       |
| HB Bewaking Team Ensign                       | Ensign N175-Ford Cosworth    | G     | 31  | Chris Amon         |
| Citizen Maki                                  | Maki F101-Ford Cosworth      | G     | 35  | Tony Trimmer       |
| March                                         |                              |       |     | Jean Blanc         |

## Qualifiche

### Resoconto
La pole venne ottenuta da Jean-Pierre Jarier su Shadow-Ford Cosworth, che precedette Emerson Fittipaldi e Clay Regazzoni. Il ticinese aveva ottenuto il miglior tempo nelle prove libere, mentre in quelle ufficiali venne penalizzato da noie alla trasmissione che non gli consentirono nella seconda sessione di prove ufficiali di abbassare il suo tempo. Per la prima, e unica, volta la Maki, costruttore giapponese, riuscì nell'intento di qualificarsi per una gara di F1, anche se non valida per il mondiale.

### Risultati
Nella sessione di qualifica si è avuta questa situazione: 
| Pos | Nº | Pilota             | Costruttore            | Tempo   | Griglia |
| --- | -- | ------------------ | ---------------------- | ------- | ------- |
| 1   | 17 | Jean-Pierre Jarier | Shadow-Ford Cosworth   | 59"25   | 1       |
| 2   | 1  | Emerson Fittipaldi | McLaren-Ford Cosworth  | 59"27   | 2       |
| 3   | 11 | Clay Regazzoni     | Ferrari                | 59"76   | 3       |
| 4   | 2  | Jochen Mass        | McLaren-Ford Cosworth  | 59"92   | 4       |
| 5   | 4  | Patrick Depailler  | Tyrrell-Ford Cosworth  | 59"99   | 5       |
| 6   | 18 | John Watson        | Surtees-Ford Cosworth  | 1'00"04 | 6       |
| 7   | 8  | Carlos Pace        | Brabham-Ford Cosworth  | 1'00"13 | 7       |
| 8   | 16 | Tom Pryce          | Shadow-Ford Cosworth   | 1'00"28 | 8       |
| 9   | 31 | Chris Amon         | Ensign-Ford Cosworth   | 1'00"32 | 9       |
| 10  | 5  | Ronnie Peterson    | Lotus-Ford Cosworth    | 1'00"41 | 10      |
| 11  | 24 | James Hunt         | Hesketh-Ford Cosworth  | 1'00"47 | 11      |
| 12  | 9  | Vittorio Brambilla | March-Ford Cosworth    | 1'00"63 | 12      |
| 13  | 21 | Jacques Laffite    | Williams-Ford Cosworth | 1'01"07 | 13      |
| 14  | 22 | Rolf Stommelen     | Hill-Ford Cosworth     | 1'02"00 | 14      |
| 15  | 20 | Jo Vonlanthen      | Williams-Ford Cosworth | 1'02"81 | 15      |
| 16  | 35 | Tony Trimmer       | Maki-Ford Cosworth     | 1'04"29 | 16      |

## Gara

### Resoconto
Il poleman Jean-Pierre Jarier tenne il comando della gara, seguito da Clay Regazzoni, Emerson Fittipaldi,  Patrick Depailler, Carlos Pace e Jochen Mass. Dopo sei giri il cambio della sua McLaren tradì Fittipaldi che fu costretto al ritiro.
Al giro 17 Pace attaccò Depailler, commise però un errore che provocò un testacoda, con conseguente perdita di diverse posizioni. La corsa intanto visse a lungo sul duello per la prima posizione tra Jarier e Regazzoni. Il francese della Shadow resistette in testa fino al giro 23, quando fu costretto al ritiro per la rottura dell'albero a camme. Al giro 40 Peterson passò Watson, inserendosi al quarto posto, dietro a Regazzoni, Depailler e Mass.
Nelle retrovie intanto stava recuperando Pace che si portò presto al quinto posto, riuscendo anche a impensierire Watson, ma solo nell'ultima tornata della gara, senza sorpassarlo. La gara venne così vinta dal pilota di casa Clay Regazzoni. Essa fu l'unica vittoria per un pilota svizzero nel gran premio nazionale.

### Risultati
I risultati del gran premio furono i seguenti:
| Pos | No | Pilota             | Team                   | Giri | Tempo/Ritiro   | Griglia |
| --- | -- | ------------------ | ---------------------- | ---- | -------------- | ------- |
| 1   | 11 | Clay Regazzoni     | Ferrari                | 60   | 1:01'25"34     | 3       |
| 2   | 4  | Patrick Depailler  | Tyrrell-Ford Cosworth  | 60   | +8"35          | 5       |
| 3   | 2  | Jochen Mass        | McLaren-Ford Cosworth  | 60   | +15"34         | 4       |
| 4   | 5  | Ronnie Peterson    | Lotus-Ford Cosworth    | 60   | +40"14         | 10      |
| 5   | 18 | John Watson        | Surtees-Ford Cosworth  | 60   | +45"55         | 6       |
| 6   | 8  | Carlos Pace        | Brabham-Ford Cosworth  | 60   | +45"90         | 7       |
| 7   | 16 | Tom Pryce          | Shadow-Ford Cosworth   | 60   | +46"66         | 8       |
| 8   | 24 | James Hunt         | Hesketh-Ford Cosworth  | 59   | +1 giro        | 11      |
| 9   | 31 | Chris Amon         | Ensign-Ford Cosworth   | 59   | +1 giro        | 9       |
| 10  | 21 | Jacques Laffite    | Williams-Ford Cosworth | 59   | +1 giro        | 13      |
| 11  | 12 | Vittorio Brambilla | March-Ford Cosworth    | 58   | +2 giri        | 9       |
| 12  | 22 | Rolf Stommelen     | Hill-Ford Cosworth     | 58   | +2 giri        | 14      |
| 13  | 35 | Tony Trimmer       | Maki-Ford Cosworth     | 54   | +6 giri        | 16      |
| NC  | 20 | Jo Vonlanthen      | Williams-Ford Cosworth | 51   | +9 giri        | 15      |
| Rit | 17 | Jean-Pierre Jarier | Shadow-Ford Cosworth   | 23   | Albero a camme | 1       |
| Rit | 1  | Emerson Fittipaldi | McLaren-Ford Cosworth  | 6    | Frizione       | 2       |